# Vincentius Sutikno Wisaksono
Vincentius Sutikno Wisaksono (ur. 26 września 1953 w Surabai, zm. 10 sierpnia 2023 tamże) – indonezyjski duchowny katolicki, biskup diecezjalny Surabai w latach 2007–2023.

## Życiorys
Święcenia kapłańskie otrzymał 21 stycznia 1982 i został inkardynowany do diecezji Surabaja. Był m.in. ekonomem niższego seminarium w Garum, rektorem wyższego seminarium międzydiecezjalnego w Manang oraz wikariuszem parafii katedralnej.
3 kwietnia 2007 papież Benedykt XVI mianował go biskupem diecezjalnym Surabaja. Sakry udzielił mu 29 czerwca 2007 metropolita Dżakarty - kardynał Julius Darmaatmadja.